# 삿테시
삿테시(일본어: 幸手市)는 일본 사이타마현 동부에 있는 시이다. 사이타마현의 시 중에서는 인구가 가장 적다.
에도 시대부터 닛코오나리카이도와 닛코 가도의 합류점에 위치하는 역참 마을로 번창하였다. 시내에는 에도 막부의 쇼군들이 닛코 동조궁에 성묘할 때 들른 사찰 쇼후쿠지와 메이지 천황이 행차할 때 숙박한 행궁의 자취가 남아 있다. 최근에는 인구가 감소하고 있다.

## 지리
간토평야의 거의 중앙에 있고 사이타마현 내에서는 동부 지역의 북쪽에 위치한다. 도쿄 도심과의 거리는 약 50km이다. 도네강과 가까운 곳은 해발 15m 이하의 저지를 이루고 자연 제방 등 작은 고지를 제외하고 일반적으로 토지의 기복은 거의 없다.
시의 서쪽에서 남북으로 도부 닛코선과 국도 4호선이 종단하고 닛코선 삿테역과 그 동쪽의 옛 길(구 닛코 가도), 국도 4호선 주변으로 택지를 중심으로 하는 시가지가 펼쳐져 있다. 시가지 바깥쪽에는 논지대 안에 취락이 산재해 있다.
최근에는 남서부의 국도 4호선 주변에 많은 교외형 점포가 출점하고 있고 2006년에는 대규모 쇼핑센터도 개점했다. 한편으로는 중심부에 있는 상가의 쇼핑객이 감소하고 있다고 여겨진다.

## 역사
- 1889년 4월 1일 - 정촌제 시행과 함께 기타카쓰시카군 삿테정이 되었다.
- 1929년 4월 1일 - 도부 닛코선 삿테역이 개설되었다.
- 1954년 11월 3일 - 삿테정이 4개 촌을 합병해 새로운 삿테정이 되었다.
- 1986년 10월 1일 - 시로 승격하여 삿테시가 되었다.

## 교통

### 철도
- 도부 철도 닛코선

### 도로
- 겐오 자동차도
- 국도 제4호선

## 인구
| 연도 | 인구   | ±%     |
| ---- | ------ | ------ |
| 1950 | 24,574 | —      |
| 1960 | 23,378 | −4.9%  |
| 1970 | 27,923 | +19.4% |
| 1980 | 49,704 | +78.0% |
| 1990 | 54,342 | +9.3%  |
| 2000 | 56,423 | +3.8%  |
| 2010 | 54,012 | −4.3%  |
| 2020 | 50,066 | −7.3%  |